# Гловацкий, Кшиштоф
Кши́штоф Глова́цкий (пол. Krzysztof Głowacki, род. 31 июля 1986, Валч, Польша) — польский боксёр-профессионал и боец Смешанных боевых искусств, выступающий в первой тяжёлой весовой категории. Бронзовый призёр чемпионата Европейского союза (2008), многократный победитель и призёр международных и национальных турниров в любителях.
Среди профессионалов чемпион мира по версии WBO (2015—2016), временный чемпион мира по версии WBO (2018—2019), чемпион Европы по версии WBO (2015) в 1-м тяжёлом весе.

## Любительская карьера
Кшиштоф Гловацкий провёл 125 боёв на любительском ринге (102 победы, 20 поражений и 3 ничьих). Он стал чемпионом Польши среди юниоров в 2003, 2004 и 2005. В 2007 году Кшиштоф занял второе место на чемпионате страны среди взрослых. В следующем году, завоевал бронзу на чемпионате Польши.
В июне 2008 года стал бронзовым призёром чемпионата Европейского союза в Цетнево (Польша) в весе свыше 91 кг, в полуфинале уступив опытному британцу Дэвиду Прайсу.

## Профессиональная карьера
Первые 24 поединка провёл в Польше, в 24-м из которых, 18 января 2015 года победил по очкам албанца Нури Сефери и завоевал титул чемпиона Европы по версии WBO.

#### Чемпионский бой с Марко Хуком
14 августа 2015 года в США нокаутировал многолетнего чемпиона, немца боснийского происхождения, Марко Хука, и стал новым чемпионом мира в первом тяжёлом весе по версии WBO. С самого начала бой был равный. В 6 раунде Хук отправил Гловацкого в нокдаун, но поляк встал и смог продолжить бой. Далее бой шёл под диктовку Хука. В 11 раунде Гловацкий отправил чемпиона в нокдаун. Хук встал, но Гловацкий пошёл на добивание. После серии ударов Хук, повисев на канатах, упал второй раз, рефери остановил бой.

#### Бой с Стивом Каннингемом
16 апреля 2016 года защитил титул в бою с опытным американцем Стивом Каннингемом. По ходу всего боя Гловацкий 4 раза посылал в нокдаун соперника, но нокаутировать не смог. Кшиштоф Гловацкий победил единогласным решением судей со счётом 115—109, 116—108, 116—108.

#### Бой с Александром Усиком
17 сентября 2016 года в Гданське состоялся бой с Александром Усиком. Большую часть боя Гловацкий шёл вперёд, стараясь оказывать давление на претендента. Усик работал на контратаках и старался не ввязываться в «рубку». Поляк увеличивал темп боя от раунда к раунду, но поймать и запереть соперника у канатов не получалось. Украинский спортсмен хорошо встречал оппонента джебом, а от атак чемпиона уходил на ногах. В целом, Усик был заметно быстрее и точнее. Поединок продлился все 12 раундов. Судьи единогласно отдали победу Александру. Официальный счёт: 119—109 и 117—111 (дважды). Усик побил рекорд американца Эвандера Холифилда, став чемпионом мира в 1-м тяжёлом весе в 10-м поединке на профессиональном ринге (Холифилд стал чемпионом в 1986-м году в своём 12-м поединке).

#### Бой с Сергеем Радченко
10 февраля 2018 года встретился с Сергеем Радченко. Радченко со стартового гонга сделал ставку на силовые попадания правой. Стартовые раунды ушли в копилку бывшего чемпиона, который действовал активнее и даже вынудил Радченко перейти к защитным действиям. В 5-м раунде Радченко отправил Гловацкого в нокдаун, после чего попытался добить его до нокаута, но сам зевнул опасный контр-выпад. Финальные раунды взял польский боксёр. На действиях украинца сказывалась усталость. Счёт судей — трижды по 77:74 в пользу Гловацкого.

### Участие в турнире World Boxing Super Series 2

#### Бой с Максимом Власовым
Четвертьфинальный бой 2-го сезона Всемирной боксёрской суперсерии (WBSS) за титул «временного» чемпиона мира по версии WBO в тяжёлом весе (до 90,7 кг) встретился с Максимом Власовым (42-3, 25 KO). Гловацки принялся работать вторым номером, выжидая ошибок Власова. А ошибки были. Уже в стартовом раунде россиянин несколько раз опрометчиво бросался на поляка, нарываясь на фирменный левый кросс и устраивая ненужные размены. В целом сказалось превосходство поляка в ударной мощи. В 3-м раунде рефери отсчитал россиянину спорный нокдаун. Обидно, ведь в этой трёхминутке Власов выглядел лучше. Гловацки всё чаще работал по корпусу россиянина. 7 раунд Власов начал с того, что пропустил мощнейший левый прямой в голову. Но быстро восстановился и даже вырвал концовку раунда. В 8-м раунде Гловацки бросил Власова на канвас борцовским приёмом, но рефери принял решение отчитать обоих. А 10-й раунд запомнился крутыми обоюдными попаданиями — оба устояли на ногах. В финальном раунде россиянин до последней секунды пытался нокаутировать поляка, но тот гасил атаки Власова в клинче. Счёт судей: 118:110, 117:110, 115:112 в пользу Гловацки.

## Статистика профессиональных боёв
В таблице перечислены результаты всех поединков боксёров.
В каждой строке указан результат поединка. Дополнительно номер поединка обозначен цветом, который обозначает итог поединка. Расшифровка обозначений и цветов представлена в нижеследующей таблице.
| Пример | Расшифровка                     |
| ------ | ------------------------------- |
|        | Победа                          |
|        | Ничья                           |
|        | Поражение                       |
|        | Планируемый поединок            |
|        | Поединок признан несостоявшимся |
| КО     | Нокаут                          |
| ТКО    | Технический нокаут              |
| PTS    | Решение судей (по очкам)        |
| UD     | Единогласное решение судей      |
| MD     | Решение большинства судей       |
| SD     | Раздельное решение судей        |
| RTD    | Отказ от продолжения боя        |
| DQ     | Дисквалификация                 |
| NC     | Поединок признан несостоявшимся |

| 36 поединков, 32 победы (20 нокаутом), 4 поражения. | 36 поединков, 32 победы (20 нокаутом), 4 поражения. | 36 поединков, 32 победы (20 нокаутом), 4 поражения. | 36 поединков, 32 победы (20 нокаутом), 4 поражения. | 36 поединков, 32 победы (20 нокаутом), 4 поражения.            | 36 поединков, 32 победы (20 нокаутом), 4 поражения. | 36 поединков, 32 победы (20 нокаутом), 4 поражения. |
| Бой                                                 | Рекорд                                              | Дата боя                                            | Соперник                                            | Место проведения боя                                           | Результат                                           | Комментарии |
| --------------------------------------------------- | --------------------------------------------------- | --------------------------------------------------- | --------------------------------------------------- | -------------------------------------------------------------- | --------------------------------------------------- | --- |
| 36                                                  | 32-4                                                | 21 января 2023                                      | Ричард Риакпоре (15-0)                              | Манчестер Арена, Манчестер, Ланкашир, Великобритания           | TKO 4 (12), 2:44                                    | |
| 35                                                  | 32-3                                                | 30 апреля 2022                                      | Франсиско Ривас Руис (16-3)                         | Hala Sportowa, Валч, Польша                                    | TKO 4 (10), 1:43                                    | |
| 34                                                  | 31-3                                                | 20 марта 2021                                       | Лоуренс Околи (15-0)                                | Уэмбли Арена, Лондон, Великобритания                           | KO 6 (12), 0:46                                     | Бой за вакантный титул чемпиона мира по версии WBO в 1-м тяжёлом весе. |
| 33                                                  | 31-2                                                | 15 июня 2019                                        | Майрис Бриедис (25-1)                               | Арена Рига, Рига, Латвия                                       | TKO 3 (12), 0:27                                    | Защита титула чемпиона мира по версии WBO (1-я защита Гловацкого) в 1-м тяжёлом весе. Полуфинал турнира WBSS 2.                                                               |
| 32                                                  | 31-1                                                | 10 ноября 2018                                      | Максим Власов (42-2)                                | UIC Pavilion, Чикаго, Иллинойс, США                            | UD 12                                               | Счёт: 118-110, 117-110, 115-112. Завоевал титул временного чемпиона мира по версии WBO в 1-м тяжёлом весе и прошёл в полуфинал турнира WBSS 2.                                |
| 31                                                  | 30-1                                                | 12 мая 2018                                         | Сантандер Сильгадо (28-4)                           | Валч, Польша                                                   | KO 1 (10), 1:51                                     | |
| 30                                                  | 29-1                                                | 10 февраля 2018                                     | Сергей Радченко (6-0)                               | Ныса, Польша                                                   | UD 8                                                | Гловацкий в нокдауне в пятом раунде. Счёт: 77-74 трижды. |
| 29                                                  | 28-1                                                | 30 сентября 2017                                    | Леонардо Дамиан Бруцзезе (18-3)                     | Арена Рига, Рига, Латвия                                       | TKO 5 (10), 2:19                                    | |
| 28                                                  | 27-1                                                | 24 июня 2017                                        | Хизни Алтункай (29-0)                               | Ergo Arena, Гданьск, Польша                                    | RTD 5 (10), 3:00                                    | Счёт: 50-42, 50-42, 50-42. |
| 27                                                  | 26-1                                                | 17 сентября 2016                                    | Александр Усик (9-0)                                | Ergo Arena, Гданьск, Польша                                    | UD 12                                               | Защита титула чемпиона мира по версии WBO в первом тяжёлом весе (2-я защита Гловацкого). Счёт: 111-117, 109-119, 111-117.                                                     |
| 26                                                  | 26-0                                                | 16 апреля 2016                                      | Стив Каннингем (28-7-1)                             | Барклайс-центр, Бруклин, Нью-Йорк, США                         | UD 12                                               | Защитил титул чемпиона мира по версии WBO в первом тяжёлом весе (1-я защита Гловацкого). Каннингем в нокдауне в 2, 10 и дважды в 12 раундах. Счёт: 115-109, 116-108, 116-108. |
| 25                                                  | 25-0                                                | 14 августа 2015                                     | Марко Хук (38-2-1)                                  | Пруденшал-центр, Ньюарк, Нью-Джерси, США                       | KO 11 (12), 2:39                                    | Завоевал титул чемпиона мира по версии WBO в первом тяжёлом весе (14-я защита Хука). Гловацкий в нокдауне в 6 раунде. Хук в нокдауне в 11 раунде.                             |
| 24                                                  | 24-0                                                | 18 января 2015                                      | Нури Сефери (36-6)                                  | Arena Toruń, Торунь, Польша                                    | UD 12                                               | Завоевал вакантный титул чемпиона Европы по версии WBO в первом тяжёлом весе.                                                                                                 |
| 23                                                  | 23-0                                                | 18 октября 2014                                     | Терри Кал (31-5)                                    | Hala Widowiskowo — Sportowa NOSiR, Новы-Двур-Мазовецки, Польша | ТКО 5 (12), 2:37                                    | Бой за интерконтинентальный WBO в первом тяжёлом весе. |
| 22                                                  | 22-0                                                | 28 июня 2014                                        | Исмаил Абдул (54-28-2)                              | Hala na Podpromiu, Жешув, Польша                               | UD 8                                                | |
| Бой                                                 | Рекорд                                              | Дата боя                                            | Соперник                                            | Место проведения боя                                           | Результат                                           | Комментарии |